# Furios și iute în viteza a 5-a
Furios și iute în viteza a 5-a (cunoscut și ca Fast Five, Fast & Furious 5 sau Fast & Furious 5: Rio Heist) este un film american de acțiune din 2011 scris de Chris Morgan și regizat de  Justin Lin. Este al cincilea film din seria The Fast and the Furious. A fost lansat pentru prima oară în Australia pe 20 aprilie 2011 și mai apoi pe 29 aprilie 2011 în SUA. În Fast Five  Dominic Toretto (Vin Diesel), Brian O'Conner (Paul Walker) și Mia Toretto (Jordana Brewster), planuiesc un jaf prin care să fure 100 de milioane de dolari de la om un de afaceri corupt, Hernan Reyes (Joaquim de Almeida), în timp ce sunt urmăriți pentru a fi arestați de către U.S. Diplomatic Security Service (DSS) și agentul Luke Hobbs (Dwayne Johnson).

## Sinopsis
Vin Diesel și Paul Walker conduc o echipă formată din toate starurile care au jucat în filmele anterioare ale francizei clădite pe viteză - Fast Five. În al cincilea film al seriei, fostul polițist Brian O’Conner (Paul Walker) face echipă cu fostul pușcăriaș Dom Toretto (Vin Diesel), de partea cealaltă a legii. Dwayne Johnson se alătură unei echipe de actori formată din Jordana Brewster, Chris "Ludacris" Bridges, Tyrese Gibson, Sung Kang, Gal Gadot, Matt Schulze, Tego Calderon și Don Omar pentru o cursă nebună cu miză supremă.
De când Brian și Mia Toretto (Brewster) l-au ajutat pe Dom să evadeze, au trecut multe granițe pentru a scăpa de autorități. Ascunși acum într-un colț din Rio de Janeiro, cei trei trebuie să dea o ultimă lovitură pentru a-și putea recăpăta libertatea. Își adună echipa de piloți de elită și sunt conștienți că au o singură șansă pentru a fi liberi odată pentru totdeauna: să-l înfrunte pe omul de afaceri corupt care îi vrea morți. Dar acesta nu e singurul care îi vânează.
Agentul federal Luke Hobbs (Johnson), un tip dur și inflexibil, nu-și ratează niciodată țintele. Când primește misiunea să dea de urma lui Dom și Brian, își adună echipa și lansează artileria grea pentru a-i captura. Dar își va da seama curând că e greu să-i mai deosebești pe cei buni de cei răi. Așa că va fi nevoit săse bazeze numai și numai pe instinctele sale pentru a-și încolți prada... înainte ca altcineva să o doboare înaintea lui.

## Producție
Echipa ce se reunește pentru a cincea parte este condusă de producătorul executiv Justin Lin (Fast & Furious, The Fast and the Furious: Tokyo Drift, Better Luck Tomorrow) și de producătorii Neal H. Moritz (seria The fast and the furious, I Am Legend, The Green Hornet, Battle: Los Angeles), Vin Diesel (Fast & Furious, Los Bandoleros) și Michael Fottrell (Fast & Furious, Live Free or Die Hard). Chris Morgan (Fast & Furious, Wanted) a scris scenariul, pe baza personajelor create de Gary Scott Thompson (The fast and the furious, television’s Las Vegas).
Se reîntoarce și echipa artistică, formată din directorul de imagine Stephen F. Windon (The Fast and the Furious: Tokyo Drift, miniseria The Pacific), editorii Christian Wagner (Fast & Furious, Mission: Impossible II), Kelly Matsumoto (The Fast and the Furious: Tokyo Drift) și Fred Raskin (Fast & Furious, seria Kill Bill), creatoarea de costume Sanja Milkovic Hays (The fast and the furious, The Mummy: Tomb of the Dragon Emperor), compozitorul BrianRIAN Tyler (The fast and the furious, Rambo) și producătoarele executive Amanda Lewis (Fast & Furious, The Fast and the Furious: Tokyo Drift) și Samantha Vincent (Fast & Furious), precum și scenograful Peter Wenham (The Bourne Ultimatum, Battle: Los Angeles).